# 洪養蒙
洪養蒙，字正叔，號見九，直隶徽州府歙县桂林人，明朝政治人物。

## 生平
十一月二十四日生，治書经。早岁與兄洪启蒙倡道紫阳书院，人以明道、伊川宗之。萬曆十九年（1591年）辛卯科應天府鄉試第七十二名舉人，二十三年（1595年）乙未科會試第六十七名，廷試三甲第七十一名進士，大理寺觀政，八月授中書舍人，二十六年丁父憂，二十九年復除原职。

## 家族
曾祖洪崇希。祖洪顯華。父洪烈，乡宾，以子養蒙封中書舍人，以孫洪翼圣赠右布政使。母汪氏。严侍下。兄啓蒙，歲贡、乡宾；正蒙。侄洪翼圣，万历戊戌进士。
娶程氏，子戴聖、佑聖、瞻聖、觐聖。